# Северный Анноне
Се́верный Анноне́ (фр. Annonay-Nord) — кантон во Франции, находится в регионе Рона — Альпы, департамент Ардеш. Входит в состав округа Турнон-сюр-Рон.
Код INSEE кантона — 0801. Всего в кантон Северный Анноне входит 6 коммун, из них главной коммуной является Анноне.

## Коммуны кантона

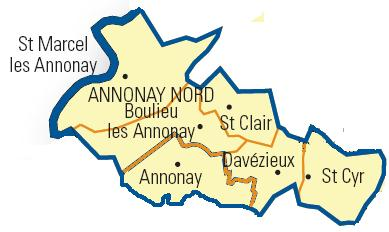
Карта кантона

| Коммуна                | Население, чел. (2006) | Почтовый индекс | Код INSEE |
| ---------------------- | ---------------------- | --------------- | --------- |
| Анноне                 | 10 444                 | 07100           | 07010     |
| Бульё-лез-Анноне       | 2 096                  | 07100           | 07041     |
| Давезьё                | 2 629                  | 07430           | 07078     |
| Сен-Клер               | 918                    | 07430           | 07225     |
| Сен-Марсель-лез-Анноне | 1 189                  | 07100           | 07265     |
| Сен-Сир                | 996                    | 07430           | 07227     |

## Население
Население кантона на 2006 год составляло 18 738 человек.
| 1962 | 1968 | 1975 | 1982 | 1990 | 1999   | 2006   | 2007 | 2008 |
| ---- | ---- | ---- | ---- | ---- | ------ | ------ | ---- | ---- |
| —    | —    | —    | —    | —    | 18 752 | 18 738 | —    | —    |